# ミナカラ
株式会社ミナカラ（英: minacolor inc.）は、東京都渋谷区に本社を置き、市販薬のインターネット販売を行う日本の企業。
NTTドコモの連結子会社。

## 概要
2013年11月、創業者の喜納信也が「株式会社ヘルスケアスタイルラボラトリー」を設立。2014年8月、ネット医療サービス「ミナカラ（minacolor）」の運営を開始し、2015年9月に現在の「株式会社ミナカラ」へ社名を変更した。
一般用医薬品のインターネット販売をはじめ、薬剤師によるチャット相談やヘルスケアに関する記事を提供している。

## 沿革
- 2013年11月 - 東京都港区に株式会社ヘルスケアスタイルラボラトリーを創業
- 2014年8月 - ネット医療サービス「ミナカラ（minacolor）」を正式公開
- 2015年9月 - 株式会社ミナカラへ社名を変更
- 2021年
  - 10月 - 株式会社NTTドコモと株式会社メドレーが株式会社ミナカラの株式を共同取得[1]
  - 10月 - 代表取締役会長に三ケ尻哲也、代表取締役社長に瀧口浩平が就任[2]
- 2023年
  - 2月 ‐ 代表取締役会長に高岡宏昌、代表取締役社長に大島桃子が就任
  - 10月 - 代表取締役会長に南部美貴、代表取締役社長に岡田俊が就任